# Монтевидео-мару
«Монтевидео-мару» (яп. もんてびでお丸) — японское вспомогательное судно времён Второй мировой войны. 1 июля 1942 года судно, перевозившее около 1060 пленников, потоплено у побережья Филиппин американской подводной лодкой, что стало одной из крупнейших морских катастроф. Большинство погибших были австралийцами, это крупнейшая морская катастрофа в истории Австралии.
Названо в честь Монтевидео, столицы Уругвая, с добавлением традиционного японского суффикса «мару», даваемого гражданским и промысловым судам.

## Постройка
Судно вместимостью 7267 брутто-регистровых тонн заложено в 1925 году на верфи компании Mitsubishi Shipbuilding & Engineering Company в Нагасаки. Спущено на воду в 1926 году. Длина 130 м, ширина 17 м. Судно было оснащено двумя шестицилиндровыми дизелями Mitsubisi-Sulzer («Мицубиси-Зульцер») общей мощностью 3400 кВт (4600 л. с.), позволявшими развивать скорость 14,5 узлов (26,9 км/ч).

## Эксплуатация
Корабль принадлежал транспортной компании O.S.K. Lines из Осаки, занималось перевозкой эмигрантов из Японии в Бразилию. Через пять месяцев после нападения на Перл-Харбор, в апреле 1942 года правительство реквизировало все суда водоизмещением свыше 1000 тонн. Участвовало в высадке японской армии на Целебес (Сулавеси) в районе Макасара.

## Крушение
22 июня 1942 года «Монтевидео-мару» вышло из порта Рабаул острова Новая Британия (ныне территория Папуа — Новой Гвинеи). На борту находились около 1060 пленников в возрасте от 15 до 60 лет, 850 из которых были военнопленными из подразделения Lark Force австралийской армии, а 210 — гражданскими лицами из 14 стран, включая Австралию, Данию, Англию, Эстонию, Финляндию, Нидерланды, Японию, Ирландию, Новую Зеландию, Норвегию, Шотландию, Соломоновы Острова, Швецию и США, взятых в плен после высадки японцев в Рабауле четырьмя месяцами ранее. Судно направлялось на китайский остров Хайнань.
30 июня судно было обнаружено подводной лодкой USS Sturgeon (SS-187) («Стерджен») ВМС США, которая 1 июля торпедировала его в Южно-Китайском море к северо-западу от острова Лусон, в результате «Монтевидео-мару» затонуло. Среди погибших было около 979 австралийцев. Сравнимыми морскими потерями Австралии в годы Второй мировой войны были гибель крейсера HMAS Sydney (экипаж 645 человек), потопленного 19 ноября 1941 года, и госпитального судна AHS Centaur (экипаж и медицинский персонал численностью 268 человек), потопленного 14 мая 1943 года.
Обломки судна обнаружены морскими археологами 18 апреля 2023 года в ходе экспедиции, организованной фондом Silentworld Foundation, базирующимся в Сиднее, при поддержке Министерства обороны Австралии, в апреле 2023 года на глубине более 4000 м. Ключевую роль сыграла нидерландская компания Fugro, которой принадлежит научно-исследовательское судно Fugro Equator, осуществлявшее поиск с использованием автономного необитаемого подводного аппарата (AUV).

## Память

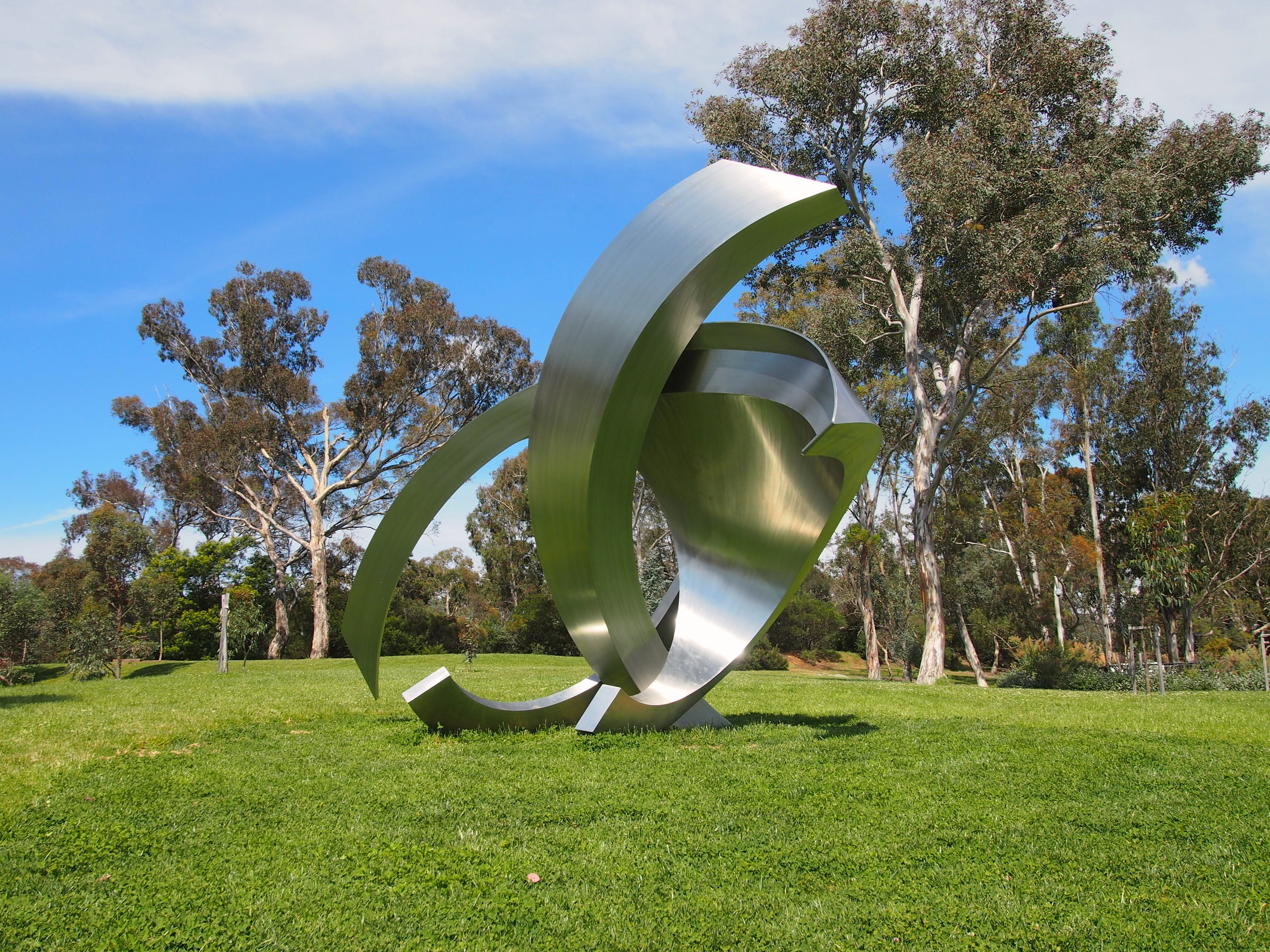
Мемориал жертвам в Австралийском военном мемориале в Канберре

В 2009 году создано общество Rabaul and Montevideo Maru Society для представления интересов семей погибших. Вокалист Midnight Oil, ставший политиком, Питер Гарретт потерял в катастрофе своего деда. Погиб брат Эрла Пейджа, бывшего в 1939 году премьером-министром Австралии. Общество провело кампанию и сбор средств на открытие мемориала. 1 июля 2012 года генерал-губернатор Австралии Квентин Брайс открыла мемориал жертвам катастрофы на территории Австралийского военного мемориала в Канберре. Общество Rabaul and Montevideo Maru Society ликвидировано в 2013 году, активы переданы Papua New Guinea Association of Australia (PNGAA). В мае 2021 года мемориал был демонтирован.